# Milà cuaquadrat
El milà cuaquadrat (Lophoictinia isura) és un ocell rapinyaire de la família dels accipítrids (Accipitridae) i única espècie del gènere Lophoictinia Kaup, 1847. Habita boscos oberts i zones de matoll i rocoses d'Austràlia. El seu estat de conservació es considera de risc mínim.